# Typhlosaurus lomiae
Typhlosaurus lomiae — вид сцинкоподібних ящірок родини сцинкових (Scincidae). Ендемік Південно-Африканської Республіки.

## Опис
Typhlosaurus lomiae — невеликий, стрункий, сліпий і позбавлений кінцівок сцинк, середня довжина якого (без врахування хвоста) становить 10-11 см. Верхня частина тіла у нього яскраво-золотисто-рожева, нижня частина тіла білувата, майже прозора.

## Поширення і екологія
Typhlosaurus lomiae мешкають в прибережних районах Малого Намакваленду на заході Північнокапської провінції. Вони живуть на піщаних дюнах, місцями порослих рослинністю, часто поряд з термітниками. Зустрічаються на висоті до 100 м над рівнем моря.